# San Roque (Sevilla)
San Roque es un barrio de Sevilla (España), perteneciente al distrito Nervión. Está situado en la zona noroeste del distrito. Limita al norte con el barrio de San José Obrero; al este, con el barrio de La Calzada; al sur, con el barrio de La Florida; y al oeste, con los barrios de San Bartolomé y Santa Catalina.